# Vanessa Verstappen
Vanessa Verstappen (Lier, 31 december 1981 - Boechout, 14 oktober 2020) was een Belgische illustratrice. Ze werkte o.a. samen met Dimitri Leue aan enkele jeugdboeken en specialiseerde zich in houtsnedes. Ze was enkele jaren docent aan Sint Lucas Antwerpen. In 2022 verscheen postuum haar afstudeerproject 'Een verzameling slaap', uitgegeven bij Lannoo onder de titel 'Sst... ik slaap' en waarvoor Toon Tellegen poëtische teksten over slaap schreef.  

## Carrière
Vanessa Verstappen debuteerde in 2010 met Armandus de Zoveelste, een boek waarvoor ze samenwerkte met Dimitri Leue. Die samenwerking kreeg al snel een vervolg met onder andere de jeugdboeken Amber & S en Didi de dodo of Ei zonder land.

## Bekroningen
- 2011 - Zilveren Penseel voor Armandus de Zoveelste[1]
- 2011 - Boekenpluim voor Armandus de Zoveelste[1]